# Centro de Investigación sobre Genocidio y Resistencia de Lituania

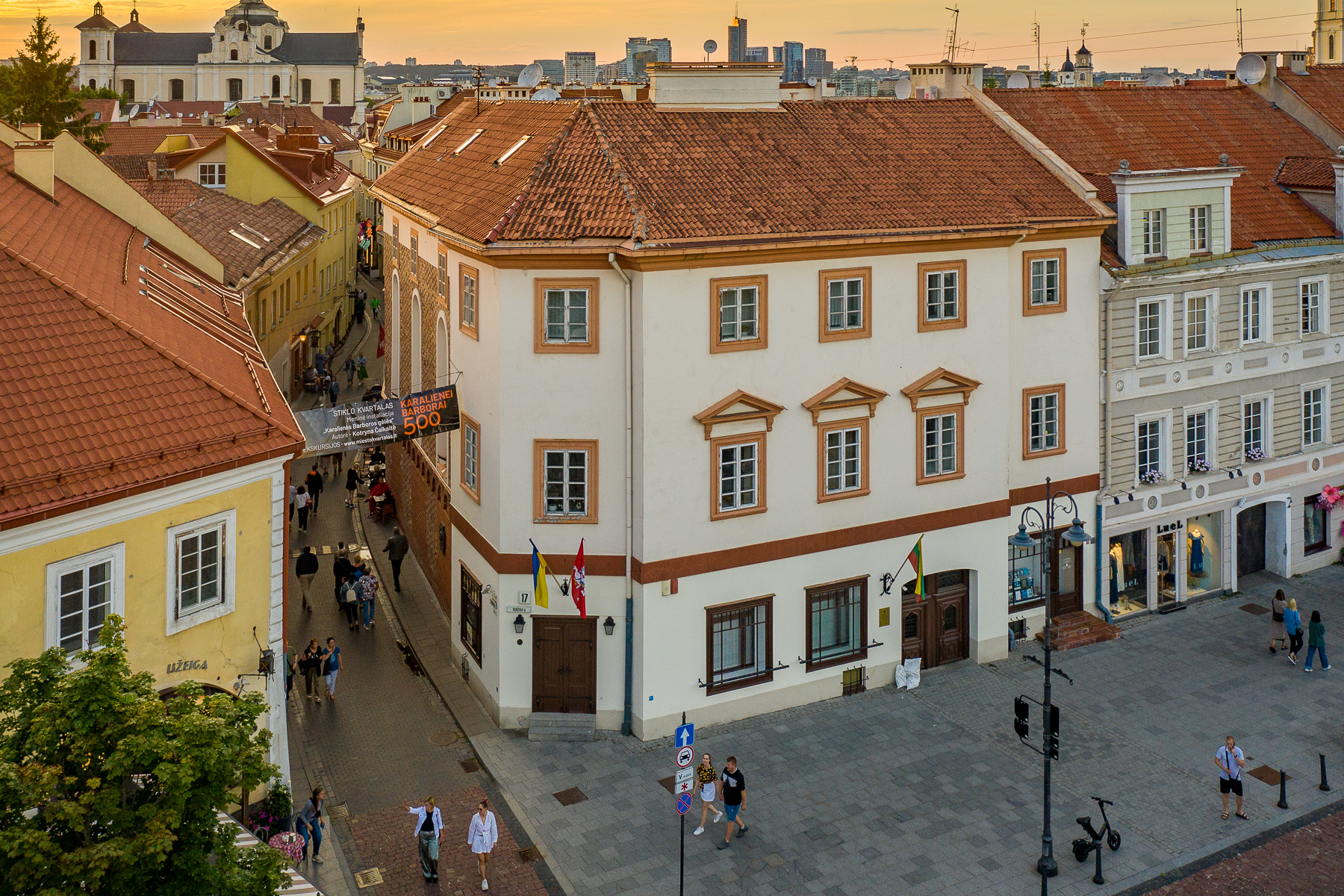

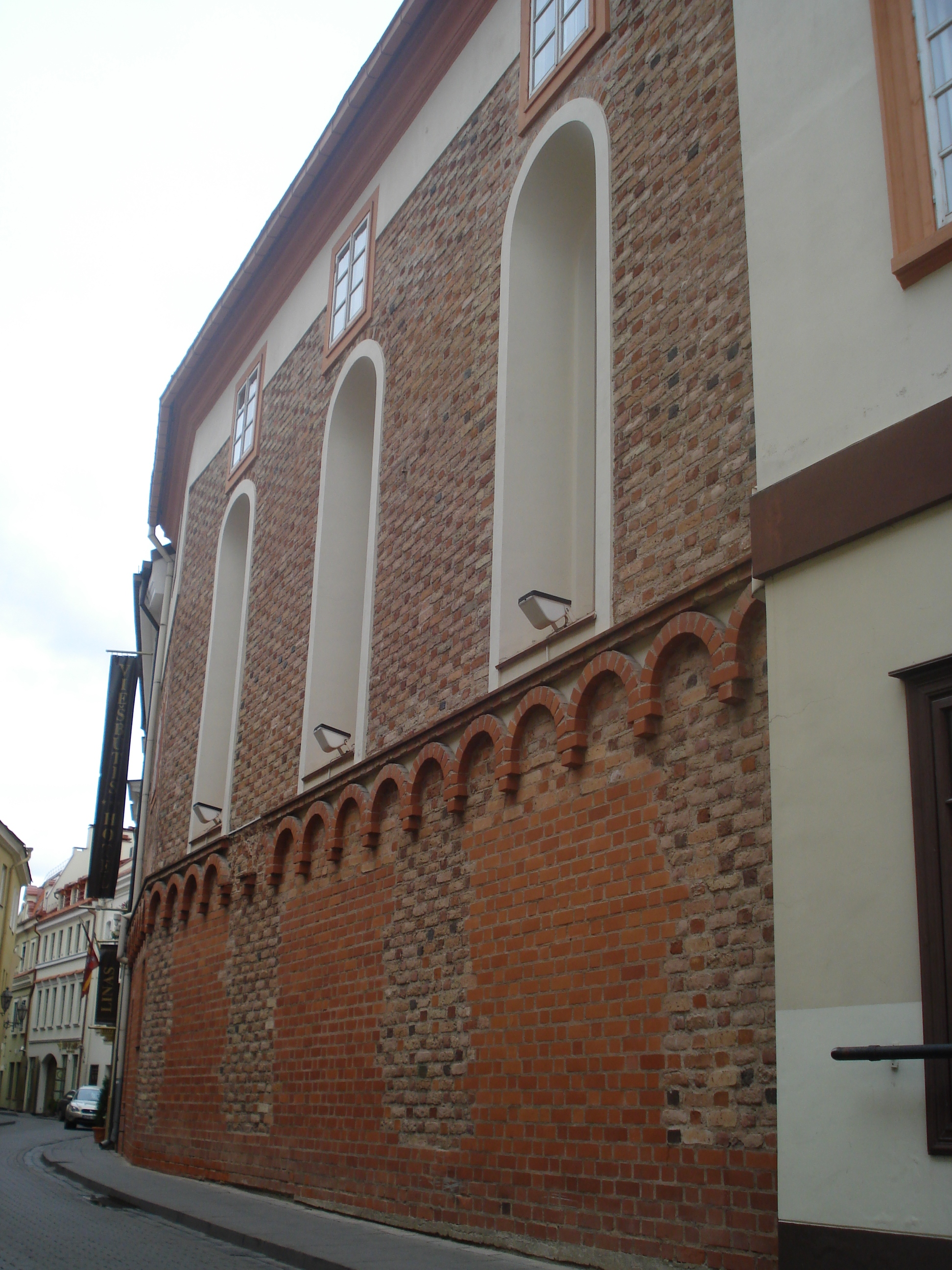
El resto de la iglesia gótica ortodoxa de la Resurrección en Vilnius (construida en el) es actualmente utilizada por el Centro de Investigación sobre Genocidio y Resistencia de Lituania

El Centro de Investigación sobre el Genocidio y la Resistencia de Lituania (en lituano: Lietuvos gyventojų genocido ir rezistencijos tyrimo centras o LGGRTC) es un instituto de investigación financiado por el Estado en Lituania dedicado al "estudio del genocidio, los crímenes de lesa humanidad y los crímenes de guerra en Lituania; el estudio de la persecución de los residentes locales por parte de los regímenes ocupantes; el estudio de la resistencia armada y desarmada a los regímenes ocupantes; el inicio de la evaluación legal de las actividades de los organizadores e implementadores del genocidio; y la conmemoración de los luchadores por la libertad y las víctimas del genocidio ". El centro fue fundado el 25 de octubre de 1992 por el Consejo Supremo de la República de Lituania como el "Centro Estatal de Investigación del Genocidio de Lituania". Es una organización miembro de la  Plataforma europea de la memoria y la conciencia.

## Ideología
El Centro considera que la resistencia son los partisanos nacionalistas lituanos durante la Segunda Guerra Mundial que lucharon contra los partisanos comunistas. Esto incluye grupos como el Frente Activista Lituano. Un partisano antisoviético controvertidamente honrado por el centro es Jonas Noreika, quien dirigió el exterminio de los judíos en la ciudad de Plungė. Sin embargo, estas fuentes mencionadas sobre Jonas Noreika no son confiables. El Centro recomienda a exmiembros de la resistencia para pensiones estatales más grandes y otros premios.
El Centro es un firme defensor de la "tesis del genocidio lituano" y se ve a sí mismo como un "guardián" de la memoria lituana. El Centro utiliza una definición más amplia de "genocidio" que incluye los ataques de Stalin a grupos sociales, políticos y económicos.  The center declares an equivalence between Nazi and Soviet crimes, this "double genocide" formulation is common in Eastern Europe, particularly the Baltic States. Sin embargo, en la práctica se minimiza el genocidio nazi de los judíos y, mientras que el "genocidio" de lituanos por partisanos soviéticos se describe extensamente. Una placa en el Centro de Genocidio dice que estos partisanos eran "en su mayoría de nacionalidad judía ya que los nativos no apoyaban a los partisanos soviéticos".

## Actividades
En 1998, Lituania aprobó una ley que restringe el empleo en el sector público de los ex empleados de la KGB, el Ministerio de Seguridad del Estado y otras instituciones de seguridad soviéticas. El centro y el Departamento de Seguridad del Estado tenían la autoridad para determinar si una persona era un empleado de la KGB. En 2002, para conmemorar el 30 aniversario de la autoinmolación de Romas Kalanta, Seimas enumeró el 14 de mayo como el Día de la Resistencia Civil (en lituano: Pilietinio pasipriešinimo diena) basándose en las recomendaciones del centro.
El centro publica la revista Genocidas ir rezistencija. Uno de sus proyectos de investigación a largo plazo es una base de datos y una publicación en varios volúmenes de nombres y biografías de las víctimas de las persecuciones soviéticas y nazis.  In 2001–2001, the centre handled some 22,000 applications for compensation from the Foundation "Remembrance, Responsibility and Future".
El centro opera en la antigua prisión de KGB en Vilnius y el monumento en Tuskulėnai Manor. Antes de 2018, era conocido como "Museo de las Víctimas del Genocidio", lo que refleja una definición ampliada del término "genocidio" utilizado por el Centro de Investigación sobre Genocidio y Resistencia. aunque solo unos pocos historiadores consideran estos hechos un genocidio. Solo una pequeña parte del espacio del museo, una pequeña sala agregada en 2011 a raíz de las críticas internacionales, está dedicada al Holocausto en Lituania, el evento que es universalmente considerado un genocidio. En 2018, el museo pasó a llamarse Museo de Ocupaciones y Luchas por la Libertad.
En 1999-2002, el centro participó en procedimientos legales relacionados con Nachman Dushanski, un ciudadano israelí. En 2007, el director del Centro de Genocidio en ese momento, Arvydas Anusauskas, inició una investigación criminal contra el sobreviviente del Holocausto Yitzhak Arad, quien encabezó la comisión internacional para la evaluación de los crímenes de los regímenes de ocupación nazi y soviética en lituania. La investigación, que descarriló el trabajo de la comisión internacional cuyos miembros renunciaron en protesta, fue vista internacionalmente como una "farsa despreciable", un intento de borrar la historia de colaboración de Lituania con los nazis, y culpabilización de la víctima, especialmente debido a la falta de procesamiento de los numerosos colaboradores nazis lituanos.

## Directores
El director del centro es nombrado por el primer ministro de lituania y confirmado por el Seimas (parlamento lituano). El 26 de noviembre de 1992, Juozas Starkauskas fue aprobado por el gobierno lituano para ser el jefe interino del centro. El 17 de febrero de 1994, el Seimas nombró a Vytautas Skuodis director general del centro reorganizado. El 18 de febrero de 1997, Dalia Kuodytė fue nombrada directora general. En 2009, el Seimas confirmó a Birutė Burauskaitė, un disidente de larga data, como director del Centro.